# Bolaji Badejo
Bolaji Badejo (Lagos, 23 agosto 1953 – Lagos, 22 dicembre 1992) è stato un attore nigeriano, ricordato per aver impersonato lo Xenomorfo nel primo film della serie Alien, unico ruolo da lui ricoperto nella sua breve carriera cinematografica.

## Biografia
Nato nel 1953 a Lagos, in Nigeria, Badejo era di origine yoruba ed era figlio del direttore generale della Nigerian Broadcasting Corporation. Badejo si formò in madrepatria prima di proseguire gli studi negli Stati Uniti e infine trasferirsi definitivamente a Londra per specializzarsi in grafica.

Alla fine degli anni settanta, mentre si trovava in un pub di Soho, a Londra, Badejo venne invitato da un collaboratore del regista Ridley Scott a impersonare l'antagonista del film Alien. Stando alle testimonianze, venne scelto a causa dei suoi arti lunghi ed esili e la sua altezza di 208 cm, caratteristiche ritenute idonee per impersonare l'antagonista del film. Secondo Ivor Powell:
 Coloro che ebbero a che fare con lui nel corso delle riprese lo definirono "mite" e "ritirato"; il supervisore degli effetti speciali Nick Allder dichiarò che "(per Badejo) è stato abbastanza scioccante essere al centro dell'attenzione". In seguito all'uscita della pellicola, l'attore nigeriano ricevette giudizi entusiastici. Screen Rant scrisse:
A Badejo furono offerti altri ruoli, ma egli decise di interrompere la sua carriera cinematografica e tornò nel suo paese d'origine nel 1980. Nei film successivi della serie Alien il mostro verrà animato da altri attori e sfruttando un maggior numero di pupazzi. Sebbene Alien sia l'unico film a cui prese parte, Badejo compare tra gli intervistati dei documentari The Alien Legacy (1999) e The Beast Within: The Making of 'Alien' (2003). Nel 1983 Badejo iniziò a gestire una sua galleria d'arte. Morì di anemia falciforme nel 1992, all'età di 39 anni.

## Filmografia

### Attore
- Alien, regia di Ridley Scott (1979)

### Documentari
- The Alien Legacy, regia di Michael Matessino (1999)
- The Beast Within: The Making of 'Alien', regia di Charles de Lauzirika (2003)